# Здание Морского кадетского корпуса
Здание Морского кадетского корпуса — памятник архитектуры. Расположен в Санкт-Петербурге, современный адрес дома — набережная Лейтенанта Шмидта, 17.

## История
В 1717—1720 годах территория была застроена за государственные деньги жилыми домами по образцовому проекту «для именитых»; два таких дома (А. И. Остермана и Ф. Матвеева) в 1730-х годах купил Б. Х. Миних и в 1734—1737 годах перестроил в единый дворец по проекту Н. Жирара. Каменный двухэтажный дом был оформлен в стиле барокко, его украшали «фигурные столярные карнизы … на возвышении в роде фронтона, красовались четыре деревянные статуи, а по обеим сторонам возвышения, были деревянные же трофеи, расположенные в виде двух полукругов…».
В 1753 году дворец Миниха и ещё один соседний дом, Барятинского, получил Морской шляхетный кадетский корпус, к 1755 году здания были перестроены для его нужд. В 1771 году в здании случился пожар, корпусу пришлось переехать в Кронштадт, а в зданиях после ремонта разместили аптеку и типографию Морского ведомства, с 1793 года их занимал Корпус чужестранных единоверцев (Греческая гимназия), причём к владению перешло ещё несколько соседних домов по 12-й линии, майора Червинского и вице-адмирала Борисова. В 1790-е в здании была очередная реконструкция по предположению профессора И. И. Малышева и чертежам Я. И. Шнейдера, в рамках которой был построен купол (вероятно, над домовой церковью), надстроены этажи.
В 1796 году владение снова получил Морской кадетский корпус и произошло ещё одно расширение — была присоединена территория сахарного завода И. Каванаха, угол 11-й линии и набережной. Ф. И. Волков в тот же год разработал проект нового единого здания на базе стен ранее существовавших домов, работы продлились до 1799 года. Флигель на 12-й линии надстроили третьим этажом, в котором разместился Столовый зал. Это была первая для города реконструкция целого квартала.
В 1816 году в здании случилось два пожара почти подряд, сгорела половина церкви и некоторые из располагавшихся рядом с ней помещений. После пожаров в 1817—1825 годах было построено два флигеля, «все здание исправлено и покрыто вместо черепицы железом, отделаны церковь и конференц-зал, заведена мебель и другие вещи».
В 1825 году на месте въездной арки был создан парадный вход, а вместо парадных ворот построена лестница. Была отремонтирована церковь и «роты», заменены оконные рамы, создана новая кухня. Над центральным портиком лицевого фасада в 1832 году была по предложению профессора С. И. Зелёного сделана круглая деревянная башня для астрономических наблюдений. В ней позднее находился сигнально-наблюдательный пост, а мачта сначала была украшением, а затем использовалась для флажных сигналов. Также здание капитально ремонтировалось в 1890-х годах с частичной сменой планировки и внутренней отделки.
В советское время здание занимала организация-наследник Морского корпуса, Высшее военно-морское училище имени М. В. Фрунзе, современная Морская Академия имени Петра Великого.
При ремонте фасадов в 1952 году была обнаружена замечательная тщательностью работы кладка стен изначального «образцового» дома из маломерного «голландского» кирпича.
Боковые фасады здания обращены к 11 и 12 линиям Васильевского острова, лицевой фасад обращён к набережной Лейтенанта Шмидта. В здании просматриваются его исходные составные части — в изначальных размерах сохранились дворы, как жилых домов, так и сахарного завода. Центр лицевого фасада выделен портиком в десять ионических колонн с невысоким аттиком. Боковые башни-павильоны слегка выступают вперёд и завершаются плоскими куполами.

## Интерьеры
Отделку Столового зала, одного из самых больших в Санкт-Петербурге, выполнил Л. Руска. Размеры зала — 70 х 21 метр. В нём впервые в строительной практике были использованы подвесные конструкции на вантах (плоский подвесной потолок на падугах, украшенный кессонами с лепкой и орнаментом; также у него двустороннее освещение). Зал держали кирпичные опорные колонны, еда доставлялась из находившейся на первом этаже кухне на подъёмнике. У зала было три парадных входа, хоры над ними поддерживались изящными металлическими колоннами. Зал был украшен мраморными досками с именами выпускников, получивших орден Св. Георгия.
При перестройках середины-конца XIX века зал стал Актовым, в 1938 году после перестройки Д. П. Бурышкина, включавшей сокращение площадей музея и создание нового вестибюля и лестницы, — залом Революции. 8 (21) мая 1917 года в зале отчитывался об итогах Апрельской Всероссийской конференции РСДРП(б) В. И. Ленин.
В здании есть картинная галерея с работами И. К. Айвазовского и А. П. Боголюбова.
Изначальная планировка помещений была анфиладной, в 1833—1834 годах её заменили на коридорную с двусторонней ориентацией, холодные галереи утеплили, в «ротах» сделали санузлы, а в лазарете увеличили высоту потолка. В 1843 году на пересечении нескольких коридоров (библиотечного, медицинского и двух классных) построили перекрытый куполом круглый Компасный зал.
В 1827—1842 годах в здании был создан музей, занимавший значительную площадь от Конференц-зала до Столового зала.
В нём были засушенные растения, чучела животных, элементы национальной одежды, предметы домашней утвари, местное оружие, коллекция выполненных курсантами моделей кораблей учебной эскадры; он использовался как учебная лаборатория и существовал до 1919 года.

### Церковь Павла Исповедника
Церковь была создана после возвращения корпуса в своё здание из Кронштадта. Она располагалась под плоским куполом в левой части здания, в оформленном по проекту Л. Руска зале верхнего этажа, освящена в 1797 году. Своды расписывал А. Н. Воронихин, запрестольный образ и две иконы создал Е. В. Мошков. Как упоминалось ранее, в 1816 году в церкви был пожар и последовавшая реставрация, капитальный ремонт по проекту П. Е. Антипова был начат в середине века и закончился в 1893 году. В церкви хранились привезённые выпускниками святыни, исторические реликвии, связанные с корпусом и российским военным флотом, знамёна корпуса. С 1854 года в церкви стали размещать черномраморные доски с именами погибших выпускников (17 досок к 1900 году), с 1892 года — серомраморные доски с именами погибших в кораблекрушениях и на службе (9 досок к 1900 году). С 1913 года церковь украшал витраж «Спаситель укрощает бурю на море». В 1918 году церковь закрыли, её помещение подверглось капитальной перестройке.

## Галерея

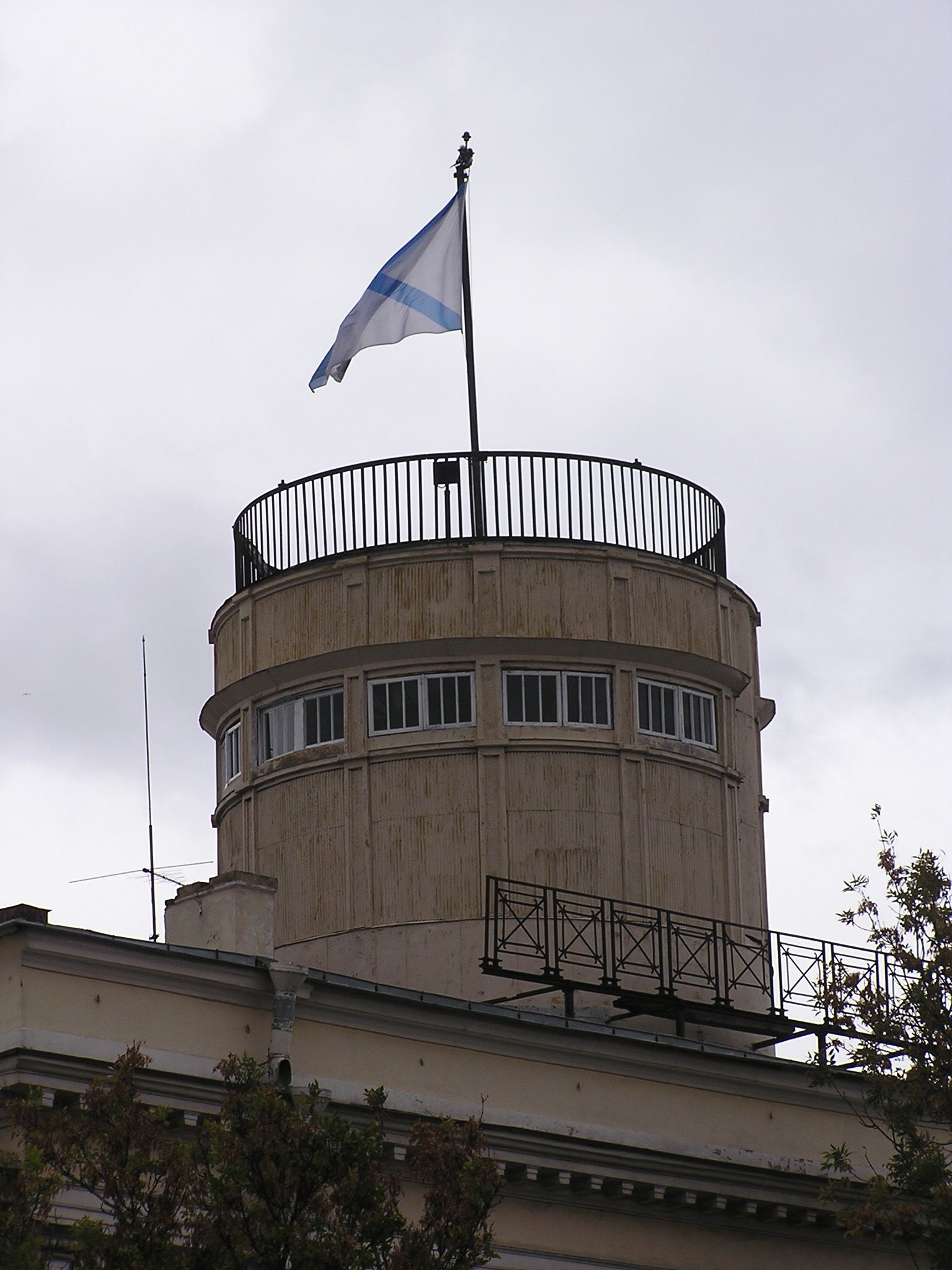
Башня для астрономических наблюдений
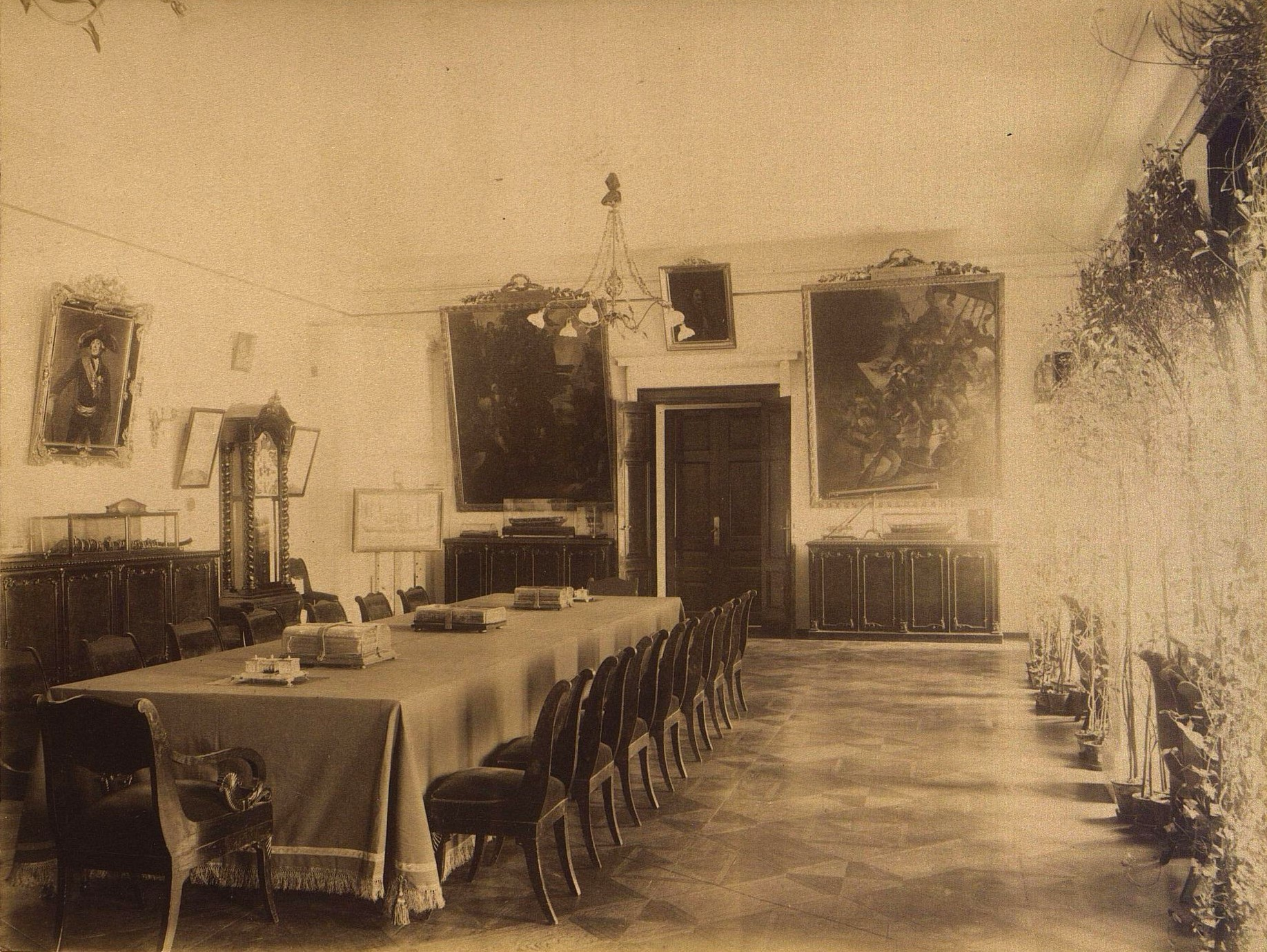
Один из залов, 1900-е годы
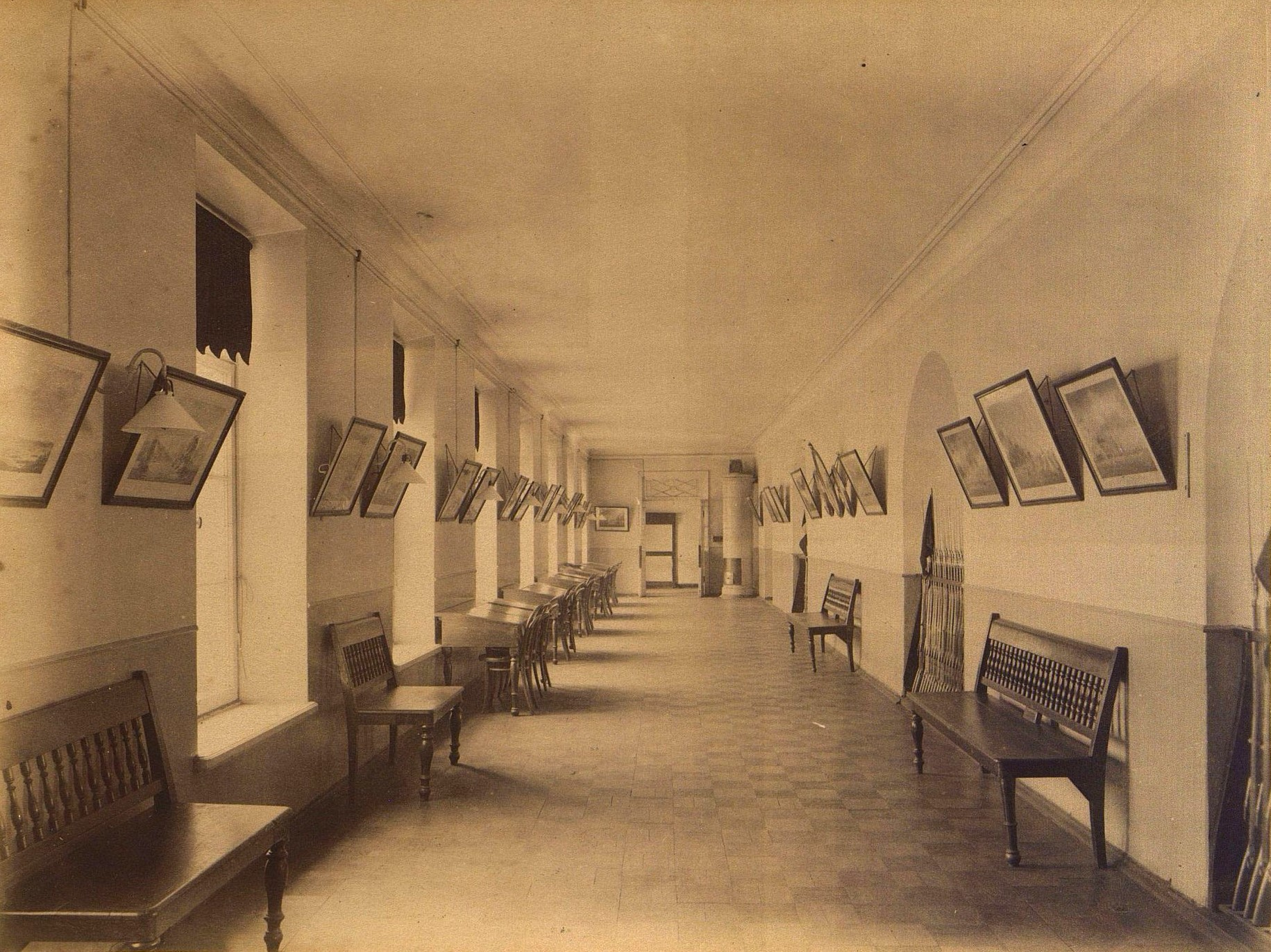
Один из залов, 1900-е годы
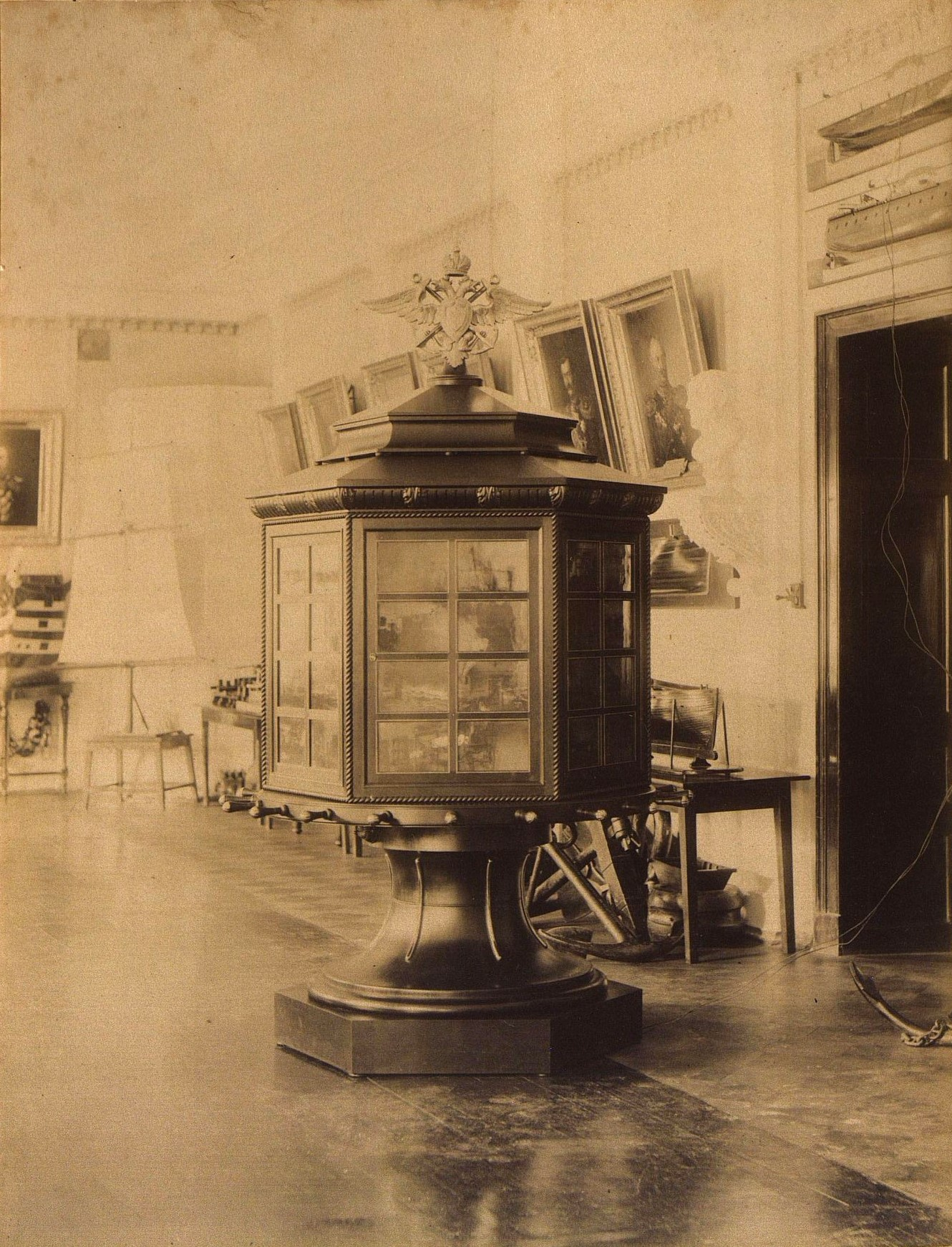
Один из залов, 1900-е годы